# Cratere Ramlösa
Ramlösa è un cratere sulla superficie di Gaspra.